# Shintia Arfrnda
Shintia Eka Arfrnda (ur. 28 listopada 1996) – indonezyjska zapaśniczka walcząca w stylu wolnym. Zajęła piąte miejsce na halowych igrzyskach azjatyckich w 2017. Brązowa medalistka mistrzostw Azji Południowo-Wschodniej w 2022 roku. 